# Your Friendly Neighborhood Spider-Man
Your Friendly Neighborhood Spider-Man är en amerikansk animerad TV-serie som hade premiär på Disney+ den 29 januari 2025. Serien är baserad på Marvel Comics seriefigur Spider-Man och är skapad av Jeff Trammel, som har agerat som huvudförfattare och exekutiv producent.

## Handling
Serien kretsar kring Peter Parker och följer honom på hans väg mot att bli Spider-Man i Marvels universum. Hans mentor i serien är Norman Osborn istället för Tony Stark.

## Rollista (i urval)

### Engelska originalröster
- Hudson Thames – Peter Parker / Spider-Man
- Charlie Cox – Daredevil
- Paul F. Tompkins – Bentley Witman

## Produktion
Serien tillkännagavs i november 2021 på Disney+ Day med titeln Spider-Man: Freshman Year. Hudson Thames gör rösten till Peter Parker, efter att tidigare ha gjort det i What If...?. Serien fick den nuvarande titeln i december 2023.
En andra säsong, tillkännagiven som Spider-Man: Sophomore Year, är under utveckling. Serien är även klar för att få en tredje säsong.